# Alipore
|  | Per a altres significats, vegeu «Alipur». |

Alipore o Alipur fou la principal subdivisió del districte britànic de 24 Parganas (o Twenty-four Parganas) a Bengala i avui dia forma el districte de South 24 Parganas a Bengala Occidental.
Superfície fins a 1883: 1088 km², i després 2.233 km²; població (1881) 384.972 habitants (dos terços hindús i un terç musulmans) i (1883) 584.460 habitants (mateixa proporció). Nombre de pobles 1017 fins a 1883 i després 1825.
La subdivisió fou creada el 1759 incloent els suburbis de Calcuta amb sis thanas o cercles policials: Tollygunge, Bhangar, Sonarpur, Bishnupur, Atchipur, i Baranagar. El 1883 es van afegir Baruipur, Canning, i Jaynagar, que formaven la subdivisió de Baruipur, que va quedar abolida
La capital era la ciutat d'Alipore o Alipur (22° 32′ 21″ N, 88° 19′ 38″ E / 22.5391712°N,88.3272782°E), un suburbi del sud de Calcuta (dins dels límits de la municipalitat suburbana), on hi havia la Belvedere House, la residència del lloctinent governador de Bengala. Durant el govern britànic hi havia estacionada una força militar. Mercat a Kidderpur, a 1 km. Jardí Zoològic. La ciutat fou teatre de la reunió entre Hastings i Francis el 1780. Des de l'1 de març de 1986 és capital de districte.
Com a llocs interessants: 
- National Library, Belvedere Road
- Alipore Zoological Gardens, Belvedere Road
- National Test House, Judges Court Road
- Alipore Meteorological Office, Judges Court Road
- Alipore Presidency Jail, Judges Court Road
- Symantak Nath's House (part del zoològic)
- Bhavani Bhavan, Belvedere Road
- Kolkata Mint, Diamond Harbour Road
- Syamantak Nath's house (part del zoològic)
- Agri Horticultural Gardens, Alipore Road
- Royal Meat, Judges Court Road
- The Enclave, Alipore Road
- Hollywood Bowl
- Chicken Cottage a Bahhar Road
- Casa de Sabbir Layr
- Akudi household a Daji Street